# بوبي مور
بوبي مور (بالإنجليزية: Bobby Moore)‏ (12 أبريل 1941 - 24 فبراير 1993)، هو لاعب كرة قدم إنجليزي، من مواليد إسكس عام 1941، كان قائد منتخب إنجلترا الفائز بكأس العالم لكرة القدم 1966. لعب لأندية وست هام يونايتد، فولهام، سياتل ساوندرز الأمريكي.

## نبذة عن حياته
مدافع من الطراز الأول وكابتن منتخب إنجلترا الفائز بكأس العالم 1966. شخصية قيادية مكنته من الحصول على شارة الكابتن في سن مبكرة، وحافظ عليها في 90 مباراة دولية.

## بدايته
ولد بوبي مور في أبريل 1941 في لندن، وبدأ حياته الرياضية مع وستهام وخاض أول مباراة معه في الدوري وهو في سن السابعة عشر. أول مشاركة له في نهائيات كأس العالم كانت في عام 1962 في تشيلي.
قاد منتخب بلاده للقب العالمي الوحيد في عام 1966. في عام 1964 حصل على لقب أفضل لاعب في إنجلترا، وحصل ناديه على لقب كأس الكؤوس الأوروبية عام 1965.

## اعتزاله وعودته
تألق مع منتخب بلاده في مونديال المكسيك 1970. اعتزل اللعب عام 1976 ولكنه عاد للعب مع نادي سياتل الأمريكي.

## اتهامه
اتهم بسرقة سوار من متجر في أحد فنادق بوغوتا، أثناء كأس العالم 1970. وعلى الرغم من احتجازه والتهديد بإقامة الدعوى عليه، تمكن من اظهار أفضل براعاته الكروية في دورة المكسيك.

## وفاته
توفي بوبي مور متأثرا بالسرطان عام 1993.

## وصلات خارجية
بوبي مور على موقع الاتحاد الدولي (مؤرشف)  (الإنجليزية)
- بوبي مور على موقع قاعدة بيانات كرة القدم.إي يو (الإنجليزية)
- بوبي مور على موقع ليكيب (الفرنسية)
- بوبي مور على موقع ناشيونال فوتبول تيمز (الإنجليزية)
- بوبي مور على موقع Soccerway.com (الإنجليزية)